# Dobrowola (Białoruś)
Dobrowola (biał. Дабраволя, Dabrawola)  – wieś (agromiasteczko) położona na Białorusi w obwodzie grodzieńskim w rejonie świsłockim w sielsowiecie Dobrowola, w Puszczy Białowieskiej tuż przy granicy polsko-białoruskiej.

## Historia
Wieś magnacka hrabstwa świsłockiego położona była w końcu XVIII wieku w powiecie wołkowyskim województwa nowogródzkiego. 
W okresie zaborów Dobrowola znajdowała się w powiecie wołkowyskim guberni grodzieńskiej Imperium Rosyjskiego i liczyła 97 domów oraz 813 mieszkańców (koniec XIX w.). W międzywojniu należała do gminy Świsłocz w województwie białostockim II Rzeczypospolitej. 
Po agresji ZSRR na Polskę w 1939 r. miejscowość znalazła się w BSRR. Od 1991 r. – w niepodległej Białorusi. Jedynie osada Rękaw z byłej gromady Dobrowola pozostała w Polsce.
Mieszkańcy wsi wyznają prawosławie; we wsi znajduje się parafialna cerkiew pw. Zaśnięcia Bogurodzicy z 1861 roku.